# Typhlodromus crassus
Typhlodromus crassus är en spindeldjursart som beskrevs av van der Merwe 1968. Typhlodromus crassus ingår i släktet Typhlodromus och familjen Phytoseiidae. Inga underarter finns listade i Catalogue of Life.